# Susana Rubio Girona
Susana Rubio Girona (Cambrils, 1975), és una escriptora catalana, coneguda principalment per la trilogia romàntica juvenil d'Alexia, escrita en castellà.
Graduada en pedagogia a la Universitat Rovira i Virgili de Tarragona. Té la seva pròpia consulta de pedagogia a Tarragona, que compagina amb la seva feina d'escriptora. Escriu llibres des del 2014. Es va estrenar amb el llibre: “Singulares. El eslabón perdido”, amb un format de Verkami, el qual no va tenir gaire repercussió. Susana Rubio explica que mentre escriu, escolta música i fins i tot, a vegades balla, de fet moltes de les cançons que escolta l'ajuden a inspirar-se i les incorpora a les novel·les. Va començar a escriure la trilogia d'Alèxia anys abans de publicar-la l'any 2018. Ella afirma amb les seves pròpies paraules que no ha estat un camí fàcil arribar fins on està ara. En poc temps es va convertir en una de les escriptores més llegides a la plataforma digital eBook kindle d'Amazon i això li va permetre treballar a una de les principals editorials, la Penguin Random House. El seu últim llançament han estat els llibres Todas mis amigas i la seva continuació Todos mis amigos, on es poden trobar temes enllaçats amb els darrers llibres que ha publicat.
Les obres de Susana Rubio Girona pertanyen al gènere de novel·la sentimental i de literatura juvenil, per tant són llibres destinats a l'adolescència i a la joventut. Són àgils, frescos i ràpids, amb molts diàlegs que t'enganxen i amb poca descripció. Durant el relat, els personatges superen entrebancs i malentesos de tota mena i s'hi exploren els seus sentiments i les seves emocions, podent el lector sentir-se identificat amb les coses que els passa.